# デノン
デノン（DENON）は、韓国Samsung Electronicsの子会社Harman Internationalの機能子会社である株式会社ディーアンドエムホールディングスの音響機器のブランドのひとつ。株式会社デノンは、かつて2001年4月1日から2005年3月31日まで同ブランドの音響機器を製造・販売していた企業である。

## ブランド名および事業遷移
"DENON" およびその片仮名読みである「デンオン」は1939年（昭和14年）に設立された株式会社日本電音機製作所とそのブランド名に由来する。
組織としては1934年（昭和9年）の日本電気音響研究所がルーツで、1939年（昭和14年）に株式会社となり、上記の株式会社日本電音機製作所となった。1944年（昭和19年）には日本電気音響株式会社と社名を変えた。1947年（昭和22年）に日本コロムビア株式会社の系列下となり、1963年（昭和38年）には吸収合併され日本コロムビアの音響機器事業のブランド名となったが、2001年（平成13年）に日本コロムビアの経営再建のため株式会社デノンとして分社化され売却された。
上述のように "DENON" は社名の「電音機」に由来し、本来読みは「デンオン」であるが、海外では発音しにくいため「デノン」と呼ばれていた。新会社には「デンオン」の商標も譲渡されたが、国際的に通用する「デノン」が採用された。商標譲渡後も日本コロムビアのレーベルとして "DENON" は使われている（後述）。
- 2001年（平成13年）10月1日 - 日本コロムビアのAV（オーディオ&ビジュアル）機器製造部門が分離独立し、株式会社デノン設立。リップルウッド子会社のニューデノンが日本コロムビアからデノン株式を98%買収し、連結子会社化する。
- 2002年（平成14年）5月14日 - 日本マランツ株式会社と株式移転によって株式会社ディーアンドエムホールディングスを設立し、同社の完全子会社になる。
- 2005年（平成17年）4月1日 - 株式会社ディーアンドエムホールディングスと合併し、民生機の販売会社である株式会社デノンコンシューマーマーケティングを分割する。D&Mホールディングス傘下のブランドカンパニーにはマランツ・マッキントッシュ・ラボ・D&Mプロフェッショナル・SNELL・ボストンアコースティックなどがあるが、合併後も各々の設計部や販売網は独立して現在[いつ?]は管理部門のみを統合しており、マランツ等との差別化はできている。

### 日本電気音響研究所
1934年（昭和9年）、坪田耕一が「日本電気音響研究所」を設立。坪田は前年に早稲田大学理工学部を卒業したばかりだったが、在学中より円盤録音機のカッターの研究をしており、1938年（昭和13年）には日本フィルモンに入社し、国産初の円盤録音機を完成させる（日本フィルモンは1940年（昭和15年）に解散）。
当時はまだ磁気テープ録音機の音質が実用にならないほど悪く、録音／再生は円盤録音機やオプティカル・サウンドで行われていた。円盤録音機はレコード会社などで使用されていたが大形のもので移動できなかった。オプティカル・サウンドはトーキーに使われるもので映像も一緒に撮れるが、現像を済ませないと再生できなかった。そのような時代の中、1936年（昭和11年）に行われたベルリンオリンピックの放送にテレフンケン製の小形円盤録音機が使用され、録音して直ちに再生できる即時性が放送に貢献した。その威力を知った日本放送協会 (NHK)は1940年（昭和15年）に開催が予定されていた東京オリンピックに向けてテレフンケン製円盤録音機を導入するとともに、国内企業による国産化を目論んだ。その中には国産初の円盤録音機を完成させた坪田も当然含まれていた。ただし東京オリンピックは1938年（昭和13年）7月に実施の返上が決定された。

### 株式会社日本電音機製作所
1939年（昭和14年）5月、研究所を会社組織に改め、出資者の加瀬林之助を社長に迎え「株式会社日本電音機製作所」とする。このときから DENON ブランドを使い始める。同年9月には NHK 仕様の円盤録音機 DENON TPR-14-C を完成させ、テレフンケン製を使う東京・大阪を除く NHK 中央放送局向けの 7 台を受注。

### 日本電気音響株式会社
1944年（昭和19年）1月に社名を「日本電気音響株式会社」とする。

### 日本コロムビア株式会社
1963年（昭和38年）、放送機器を製作していた日本電気音響が日本コロムビアに吸収合併されたことにより、日本コロムビアが放送機器を取り扱うことになった。当時の日本コロムビア音響設計部門には、旧電音の三鷹事業所と、1910年（明治43年）10月1日に発足した日本蓄音機商会として続いてきた川崎事業所が存在していた。三鷹事業所は業務用回転機器のダイレクトドライブターンテーブルやオープンリールテープレコーダーを担当し、川崎事業所ではテレビ、電蓄、ステレオのほかに、ウクレレ、エレキギター、マリンバなど楽器類、家庭用クーラーや冷蔵庫などの白物家電を1970年代初頭まで製造販売していた。
1970年代に日本でHi-Fi市場が隆盛し、三鷹事業所はデンオン製放送業務用機器のMCカートリッジDL-103や業務用回転機器技術を応用した民生用オーディオ機器を、プロフェッショナルオーディオブランドとして訴求した。この時代で最も有名なモデルはDP-3000ダイレクトドライブターンテーブルやDH-710オープンリールテープレコーダーなどである。川崎事業所はハイファイオーディオアンプやチューナー、スピーカーなどをデンオンブランドで発売した。
合併から20年目を迎えた1983年、三鷹事業所は福島県白河市に拠点を移し「白河事業所」として稼働開始。また分社化の際、「デノン白河工場」→「D&M白河ワークス」に名称変更し、現在もデノンの主要製品がこの工場で製造されている。
1970年代から1980年代にかけてポータブルレコードプレーヤーやカラオケ機器、モジュラーステレオなどのゼネラルオーディオ機器は、OEMで供給した日立製作所では HITACHI ブランドやLo-Dブランドで、三菱電機では DIATONE ブランドやJEAGAM（ジーガム）ブランドでそれぞれ販売された。カラーテレビや家庭用ビデオデッキは日立からOEM供給を受けてコロムビアのブランドで、90年代からは大型テレビのみDENONブランドで1995年頃まで販売した。
また、1995年頃から1998年頃までシャープからカラーテレビ、CDラジカセとポータブルMDプレーヤーのOEM供給を受け、前者はコロムビアブランド、後者はDENONブランドでそれぞれ販売していたことがある。
乳幼児の情操教育向上を目的として1974年に発売されたポータブルレコードプレーヤー「てんとう虫」（SE-8）を皮切りに電子オルガン内蔵型ポータブルレコードプレーヤー「ラララ」、カセットデッキ・ラジオ内蔵型ポータブルレコードプレーヤー「コンビ」、そして1979年発売の「うたうパンダ」(SE-7M)と言った後世に残る製品が次々と生まれた。その中でも1980年3月に発売されたポータブルレコードプレーヤー「フリースタイル」（GP-3）はアナログレコードからCDに世代交代していく中でも細々と生産が続けられていたが、1995年にリリースされたスピッツのシングル「ロビンソン」のMVやジャケットの小道具として使用されたのがきっかけで派生モデルが生産されるほどの絶大な人気を呼び、デノンへの分社化以降も2005年頃まで製造された。2019年12月に太知ホールディングスより本機の復刻版「GP-N3R」として、ディーアンドエムホールディングスの了承のもと、カートリッジをオーディオテクニカ製のVM型に、ターンテーブルの駆動部をオリジナルのアイドラードライブから音質面でかなり有利なベルトドライブにそれぞれ変更し、イヤホン端子にステレオヘッドホンを繋げばステレオ再生が可能とするなど一部の仕様を変更した上で製造および販売を開始、また2021年4月には一部の仕様とステレオ対応に変更したDJプレイ用ポータブルミキサーの復刻版「GMX-N3」の製造販売を開始している。

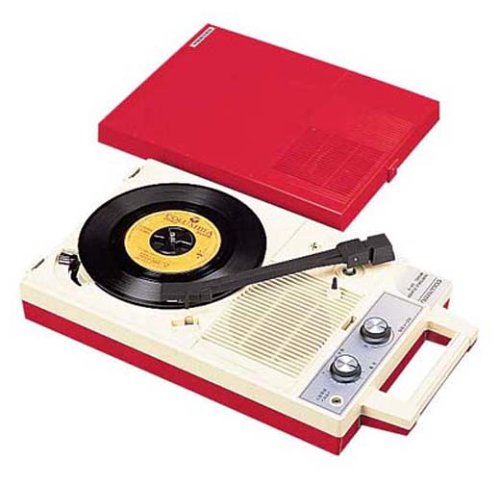
ポータブルレコードプレーヤー「フリースタイル」（GP-3）

DENONで特長的な製品は、1972年（昭和47年）に世界で初めて実用化したPCMレコーダー「DN-023R」である。NHKが1960年代後半にPCMレコーダーを試作をしており、NHK放送技術研究所で試作機を見た日本コロムビア録音部の幹部は自社開発を企図した。標本化周波数 47.25kHz、量子化ビット数 13bit で誤り検出訂正を実用化したPCMプロセッサーを開発し、芝電気株式会社製のヘリカルスキャン方式2インチVTRを改造したテープレコーダ部分に実装した。画面を見ながらカミソリでテープ切断する「手切り編集」が可能だった。
1980年代は、栃木県真岡市で子会社のコロムビアマグネプロダクツ株式会社がオーディオカセットテープ（コンパクトカセット・DATカートリッジ）を製造していたが、1990年代末に撤退し子会社は解散した。

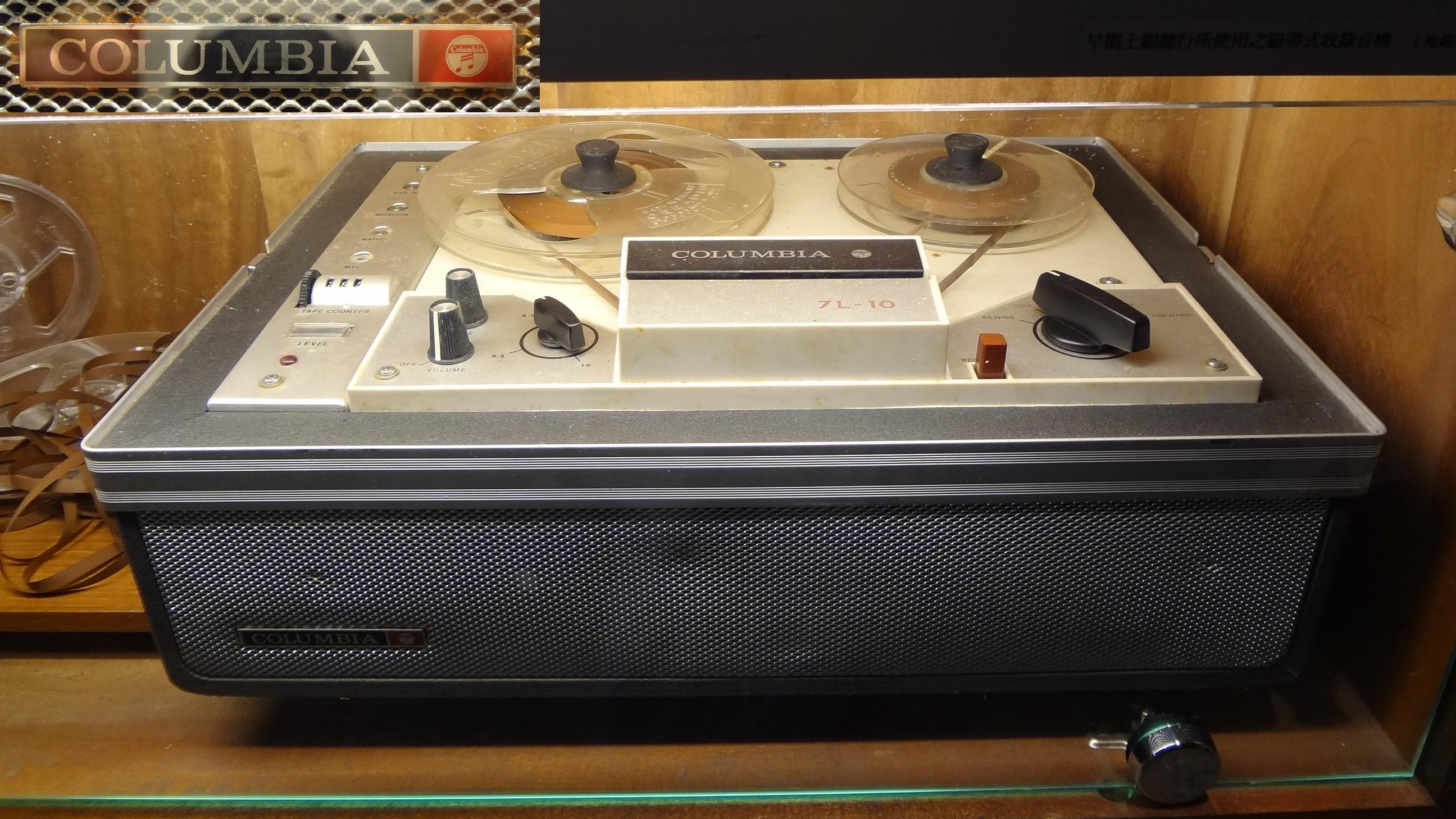
7L-10 オープンリール・モノラルテープレコーダー

#### DENONレーベル
日本電音が日本コロムビアに合併されてからは、音楽レーベルの名称にも『DENON』が用いられている。
1968年（昭和43年）から1973年（昭和48年）までは同社において旧来の歌謡曲（シングルの規格番号『SAS-』）を担当していた文芸部や、洋楽部による邦楽制作グループ（CBSレーベルを1965年（昭和40年）1月から1968年（昭和43年）6月まで使用、シングルの規格番号『LL-10000番台』）に次いで設けられた第3の制作部門によるポップス系のレーベル（シングルの規格番号『CD-』）として存在した。なお、学芸部担当の作品（当時物品税非課税扱いだったアニメソングや童謡と、学芸部所属歌手による歌謡曲の一部）は『SCS-』が用いられていた。
これまで、老舗のレコード会社では、歌手、作家ともに専属制を敷いていたが、昭和40年代（1960年代中頃）から続々と設立された外部の音楽出版社（例・パシフィック音楽出版〈現・フジパシフィックミュージック〉など）がフリーの作家や歌手を育成し、出版社側が制作した原盤をレコード会社に売り込む動きが出て、この頃設立された外資系のレコード会社がそうした人材を積極的に起用したことに対応し、専属の作家から抵抗があった日本コロムビア社内においても、フリーの人材を起用するために設立された部署だったという。相前後して、文芸部内でも専属外の作家を起用して歌謡ポップスを製作するために「Pグループ」（シングルの規格番号『P-』）が立ち上げられ、3つのグループが競争しながら邦楽歌謡ポップスを製作した。
その後、DENONレーベル内の洋楽部門として『デノン・インターナショナル』（規格番号：CD-1000番台）も発足し、ジミー・オズモンドやベッツィ&クリスなどの楽曲をリリースしていた。
同時に、演歌・歌謡曲などでも商標権の関係で『コロムビア』が使用できない海外への輸出盤や現地生産盤でも代替レーベルとして使われるようになり、それらのジャケットやレーベルには『DENON』のシールが貼られることが多かったが、輸出用にまとまった数が国内生産された場合や現地生産盤では『DENON』レーベルに改版したものも見られた。
1975年（昭和50年）以降はクラシックやジャズ等高音質を期待されるジャンルの音楽のためのレーベルとしてリニューアルした。同時に旧DENONレーベルは『BLOW UP』レーベルにリニューアルし、規格番号も1975年までは引き続き「CD-」を使用し、1976年から1980年11月まで「LK-」への変更を経て1980年12月よりコロムビアレーベルと同一の「AH-」に再度変更し、最終的にはコロムビアレーベルに統合された。レーベル移行後も、コンパクト・ディスク（CD）の発売初期に演歌・歌謡曲・邦楽ポップス系でもCDのみDENONレーベルで発売されたものがあった（例：美空ひばり『EVER GREEN☆HIBARI』。LPレコード・カセットテープと2021年のボーナストラック付再発売CD『EVER GREEN☆HIBAR DeluxeI』はコロムビアレコードのレーベルで発売）。また、前者の時代に引き続いて『コロムビア』レーベルで発売された楽曲の輸出盤での代替レーベルとしても使われた。
「DENON」ロゴマークには、戦前に用いられていたものと、1955年（昭和30年）に採用されたロゴマークもあったが、1963年以降は現在のロゴマークになっている。
なお、企業としてのデノンがリップルウッド・ホールディングス→ディーアンドエムホールディングスの傘下（後述）に入ってからは、同社が『DENON』のロゴおよび名称の商標権を音楽ソフトに関わるものまで引き継がれている。古巣である日本コロムビアに対しては同社に貸与という形で引き続きDENONレーベルの商標利用を許諾、それ以降に出荷されたDENONレーベルの作品ジャケットにも引き続き先の商標であることの旨が記述されている。

### 株式会社デノン
リップルウッド・ホールディングス主導による日本コロムビアの経営再建に際して、2001年（平成13年）10月1日に音響機器事業を分離独立させた新設会社。日本コロムビアの100%子会社として設立し、同社のAV・メディア関連機器部門およびブランド名「デンオン」が譲渡された。新会社は設立時に、日本語ブランド名「デンオン」を譲渡はされたものの使用を止め、DENONの読みを日本国外での発声である「デノン」とし、これを社名および日本国内の新たな商標とした。この時点で永きに渡り親しまれた片仮名書きのオーディオ機器ブランド「デンオン」は消滅した。
分社化に当たっては、リップルウッドによる日本コロムビアの財務面での救済と、リップルウッド側のバイアウト・ファンドとしての利益確保という側面が色濃いことで知られている。まず、事業譲渡後直ちに日本コロムビアが100%保有するデノン株式を、リップルウッドが組成したペーパーカンパニーの「ニュー・デノン」が持株98%を59億円で、日立製作所が持株2%を1億円で買い取り、デノンはリップルウッドの実質的な連結子会社となった。この結果、同日中に日本コロムビアへ60億円の譲渡益がもたらされ、日本コロムビアの子会社では無くなった。

### 株式会社デノンコンシューマーマーケティング
2002年（平成14年）3月に株式会社デノンはフィリップスの連結対象外となった同業の日本マランツと、株式移転により新設持株会社ディーアンドエムホールディングスの傘下に入る形での経営統合を発表した。移転比率は【デノン=0.4416 対 日本マランツ=1】で、日本マランツが一見有利に見えるが、デノンの発行済み株式数が日本マランツより過多な点【デノン120,000,000株 対 日本マランツ22,709,280株】に注意を要する。株式移転の結果、デノンの大株主であるニューデノンを保有するリップルウッドがディーアンドエムの筆頭株主になる計算である事から、リップルウッドによるデノンと日本マランツ両社の実質的買収という結果になった。

## 事業領域
日本に拠点を置き、現存する大手音響機器メーカーの中では一番長い歴史（2025年〈令和7年〉現在の時点において、旧日本コロムビア音響機器機事業部の源流となる日本蓄音器商会時代から通算して創業115年）を有しており、アンプ等のピュアオーディオ製品において非常に強いブランド力を持つ。主にホームシアター向けの音響機器、ハイコンポ（高級ミニコンポ）、Hi-Fiコンポーネント、デスクトップオーディオ（主にPC対応のUSB-DACが中心）、電子楽器等を幅広く製造販売している。日本ではピュアオーディオ分野において同胞のマランツ・コンシューマー・マーケティング（マランツ）と共にラックスマン、ティアック、ヤマハミュージックジャパン（ヤマハ）、アキュフェーズなどと競合している。かつてはオンキヨーホームエンターテイメント（後述するパイオニアブランドの製品含む。2022年5月13日経営破綻。旧・オンキヨー〈2代目法人〉、現・プレミアムオーディオカンパニーテクノロジーセンター）やパイオニア（ホームAV機器事業部、後のパイオニアホームエレクトロニクス→オンキヨー&パイオニア→オンキヨーホームエンターテイメント→オンキヨーテクノロジー→プレミアムオーディオカンパニーテクノロジーセンター）、日本ビクター（現・JVCケンウッド）、ケンウッド（現・JVCケンウッド）、山水電気（サンスイ）、ナカミチ、赤井電機（アカイ、およびA&D、現・AKAI Professional）なども競合していた。
アンプはホームシアター向けのAVアンプからピュアオーディオ向け2chプリメインアンプまで、低価格機から高級機まで幅広い機種を生産する。DVD-Audio／SACD対応機を含むDVDプレーヤー、DVD-Audio／SACD対応機を含むBDプレーヤーも、低価格機から高級機まで生産する。コロムビアブランドで発売されていた、家庭用カラオケシステム、レコードプレーヤーを内蔵したレトロ調卓上型オールインワンステレオ、レトロ調卓上型FM/AMラジオの「音聴箱」（おとぎばこ）シリーズもごく一部を除きデノンブランドで2012年頃まで引き続き発売していた。
代表的な製品
- AVサラウンドアンプ
- ブルーレイディスク/DVDプレーヤー
- プリメインアンプ
- AM/FMチューナー
- スーパーオーディオCDプレーヤー
- CDプレーヤー
- カートリッジ
- スピーカーシステム
  - DHT-S217
- ホームシアターシステム
- システムオーディオ
- レコードプレーヤー
- ヘッドホン・イヤホン
- Bluetoothスピーカー
- Wi-Fiスピーカー
- カラオケシステム（2011年10月現在の時点における最後のコロムビアブランドの製品となる。現在既に販売終了済）
- 音聴箱（おとぎばこ。現在既に販売終了済）
- オーディオアクセサリー
- 輸入オーディオ

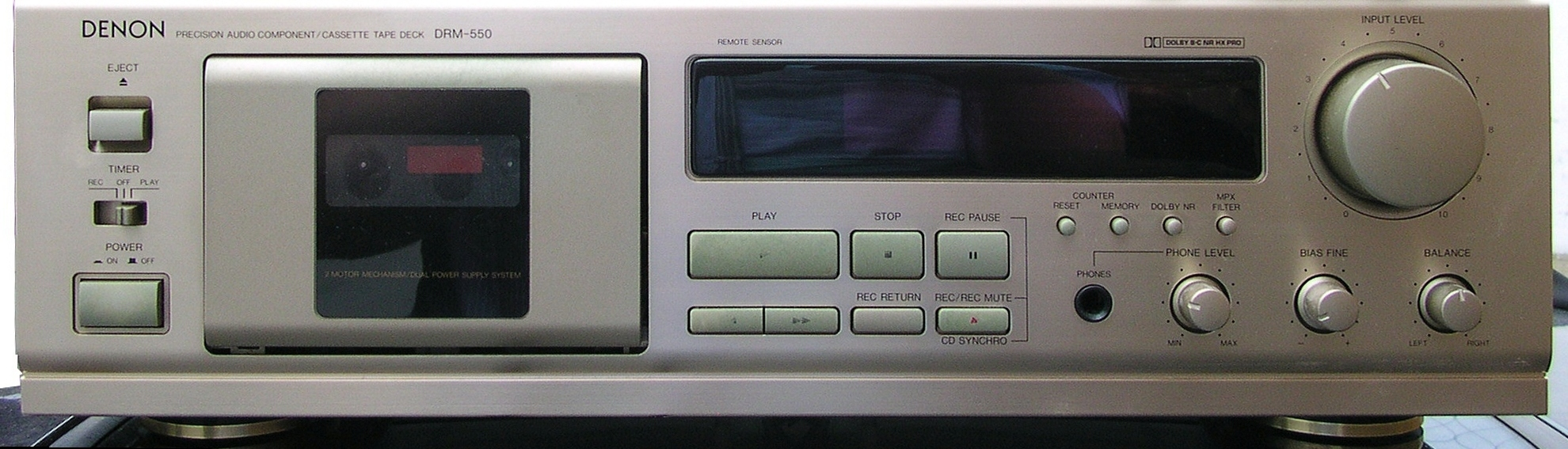
DR-M550 カセット・テープ・レコーダー （日本市場未発売）
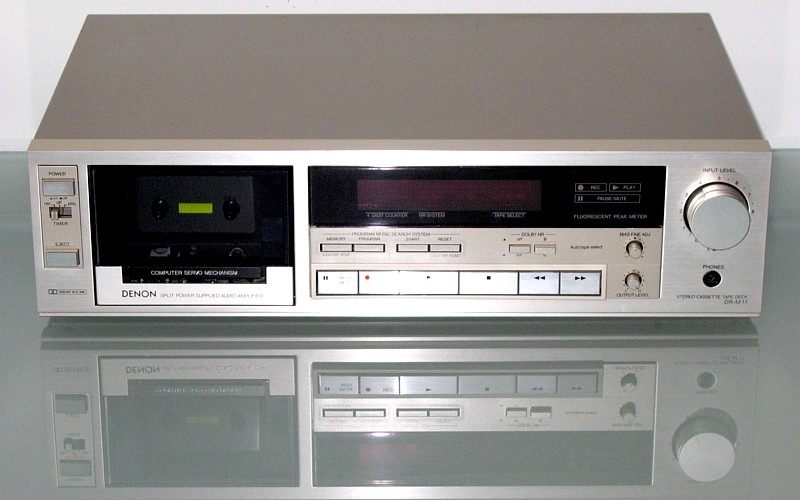
DR-M11 カセット・テープ・レコーダー （日本市場未発売）
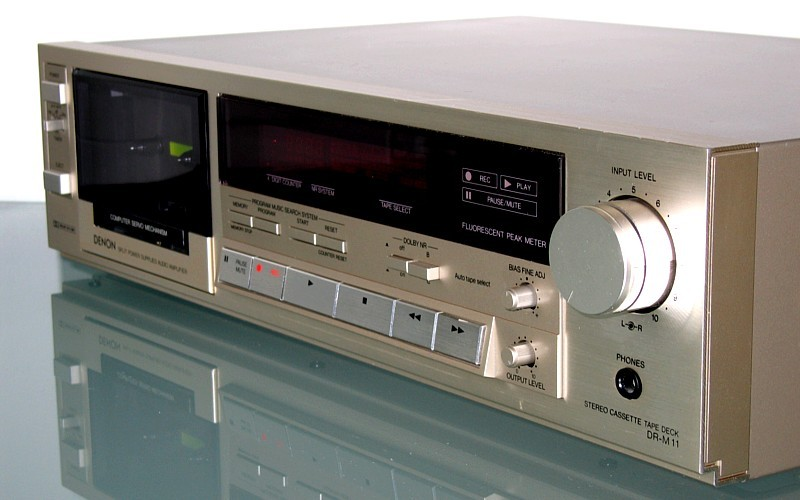
DR-M11 カセット・テープ・レコーダー （日本市場未発売）
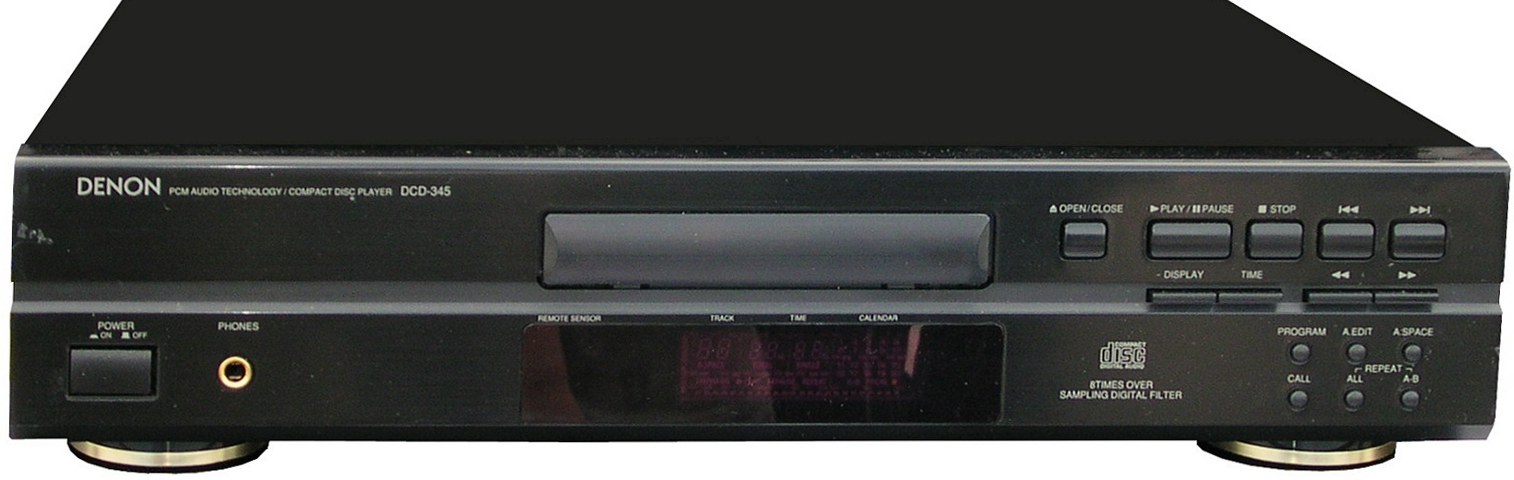
DCD345 CDプレーヤー （日本市場未発売）

## 玉音放送
1945年（昭和20年）8月15日正午（日本標準時）に、NHKラジオで終戦を伝えた昭和天皇の肉声は、DENON製の機器でアセテート盤に録音されたものである（玉音放送#録音と放送）。

## CMキャラクター
- 麗美（DENONカセットテープ「DX3」・1985年制作）
- 笑福亭鶴瓶（DENONカセットテープ「NEW DX3」・1986年制作）
- 島田奈美（ミニコンポ「コンセプト」・1986年制作）
- 後藤久美子（ミニコンポ「コンセプト」・1987年制作）
- 国実百合（DENONカセットテープ・1988年制作）
- アブドーラ・ザ・ブッチャー（DENONカセットテープ「HG・デンオンで天国に行こう」篇・1989年制作）

## 提供番組
- DENONミュージック倶楽部 - TOKYO FMで放送されていた。
- ONCE（木曜日 13時43分 - DENON AT THE TIME） - スポンサー

## 参考サイト
- PHILEWEB - デノンとマランツ、新サウンドマネージャー対談が実現！ 両氏が語る「変えていくこと」「継承するもの」2016年02月19日